# Anna Parkina

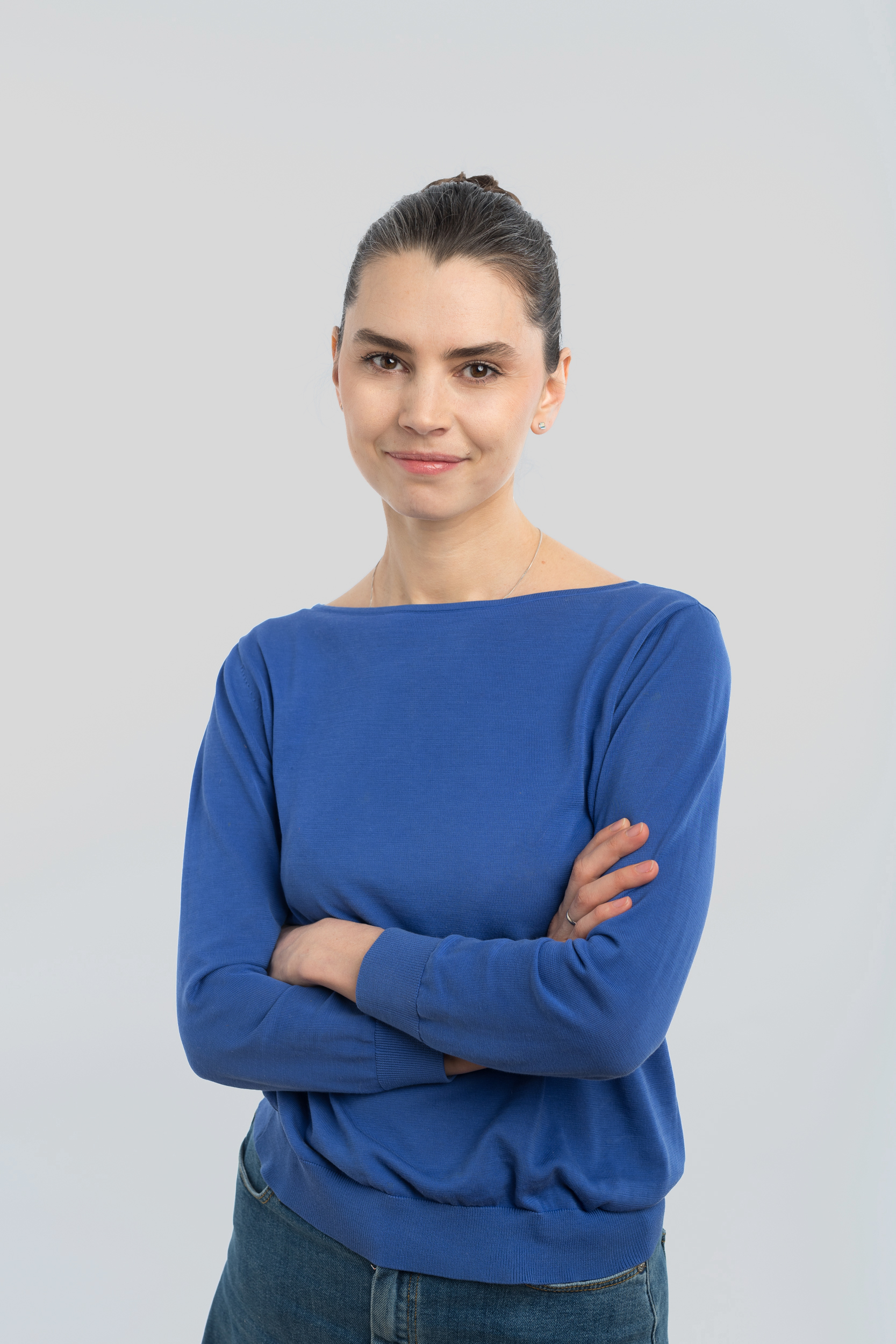
Anna Parkina

Anna Parkina (russisch Анна Паркина; * 1979 in Moskau) ist eine russische Künstlerin.

## Leben
Parkina studierte an der Universität Paris VIII (Abschluss 2002) und an der École nationale supérieure des beaux-arts de Paris (Abschluss 2006). 2005 machte sie ein Praktikum im Art Center College of Design in Pasadena (Kalifornien), wo sie mit Mike Kelley und Mayo Thompson zusammenarbeitete.
Während ihres Studiums an der École nationale supérieure des beaux-arts de Paris benutzte Parkina ihre Pariser Wohnung als Galerie für Ausstellungen, Konferenzen und Performances. 2004 gründete sie den Verlag Tramway Editions für die Veröffentlichung von experimentellen Zeitschriften und Büchern von Künstlern. 
Parkina lebt und arbeitet in Moskau. Eine zentrale Rolle in ihrer Arbeit spielt die Collage mit Einsatz von Performances, Skulpturen, Papierarbeiten und Videoclips. Ihre Arbeiten zeigen Beziehungen zum sowjetischen Konstruktivismus, zu US-amerikanischen Film-noir-Filmen der 1940er und 1950er Jahre, zur Pop Art und insbesondere zu Collagen Richard Hamiltons. Der Kunstkritiker Walentin Nikititsch Djakonow verglich Parkinas Collagen mit denen von Kurt Schwitters. Der Kritiker Dominic Eichler verglich Parkinas Auswahl von Zines mit den Ästhetiken von Tracey Emin, Jonathan Meese, Nicole Eisenman, Raymond Pettibon und Elke Krystufek.

## Einzelausstellungen (Auswahl)
- 2004 Hier geht’s raus, Golden Pudel Club, Hamburg
- 2005 Sapowednik, Galerie Meerrettich, Berlin (mit Präsentation ihres Buchs Sapowednik)
- 2006 Corn Rush the movie II, Haswellediger & Co. Gallery, New York City[6]
- 2007 Pocket Chrystal. Kjubh, Köln
- 2008 Winners and Witness, Wilkinson Gallery, London
- 2009 Тихий угол поля, Galerie GMG, Moskau[7]
- 2010 Nests, Gladstone Gallery, New York City[8]
- 2011 For a Black Day, Ribordy Contemporary, Genf[9]
- 2012 Sacred Ambush is Full of Parrots Screaming (mit Andrew Gilbert), Svit Gallery, Prag[10]
- 2014 ГлазА вместо ГлАза, Galerie Regina, Moskau[11]

## Performances (Auswahl)
- 2003 Hardcore, Palais de Tokyo, Paris
- 2006 Breaking News, Galerie COMA, Berlin
- 2007 Beyond the Green Door, Galerie Neue Alte Brücke, Frankfurt am Main
- 2010 Concrete book, Fondazione Sandretto Re Rebaudengo, Turin
- 2015 The Dream of the Volunteer, Whitechapel Gallery, London[12]